# Trichaulax kirbyi
Trichaulax kirbyi är en skalbaggsart som beskrevs av Thomson 1878. Trichaulax kirbyi ingår i släktet Trichaulax och familjen Cetoniidae. Inga underarter finns listade i Catalogue of Life.